# Memories
Stand My Ground este cel de-al doilea single extras de pe albumul The Silent Force de către formația olandeză de rock simfonic, Within Temptation. Acesta a obținut poziția cu numărul 11 în topurile din Olanda.

## Poziții ocupate în topuri
| Topul (2005)           | Maximul |
| ---------------------- | ------- |
| Dutch Singles Chart    | 11      |
| Finnish Singles Chart  | 19      |
| German Singles Chart   | 17      |
| Belgium Singles Chart  | 26      |
| Austrian Singles Chart | 44      |
| Swiss Singles Chart    | 45      |